# Макарино (Новгородська область)
Макарино (рос. Макарьино) — присілок в Хвойнинському районі Новгородської області Російської Федерації.
Населення становить 8 осіб. Входить до складу муніципального утворення Юбілейнинське сільське поселення.

## Історія
Від 2005 року входить до складу муніципального утворення Юбілейнинське сільське поселення

## Населення
| 2009 | 2010 |
| ---- | ---- |
| 8    | →8   |